# Goryphus sauteri
Goryphus sauteri là một loài tò vò trong họ Ichneumonidae.